# 제주교육과학연구원
제주교육과학연구원(濟州敎育科學硏究院)은 교육의 이론과 실제를 조사·연구하고 교육에 관한 정보를 제공하며, 과학교육의 진흥 및 과학의 대중화 등을 도모하기 위하여 제주특별자치도교육청 산하에 설치된 소속기관이다.